# Grupa olsztyńska

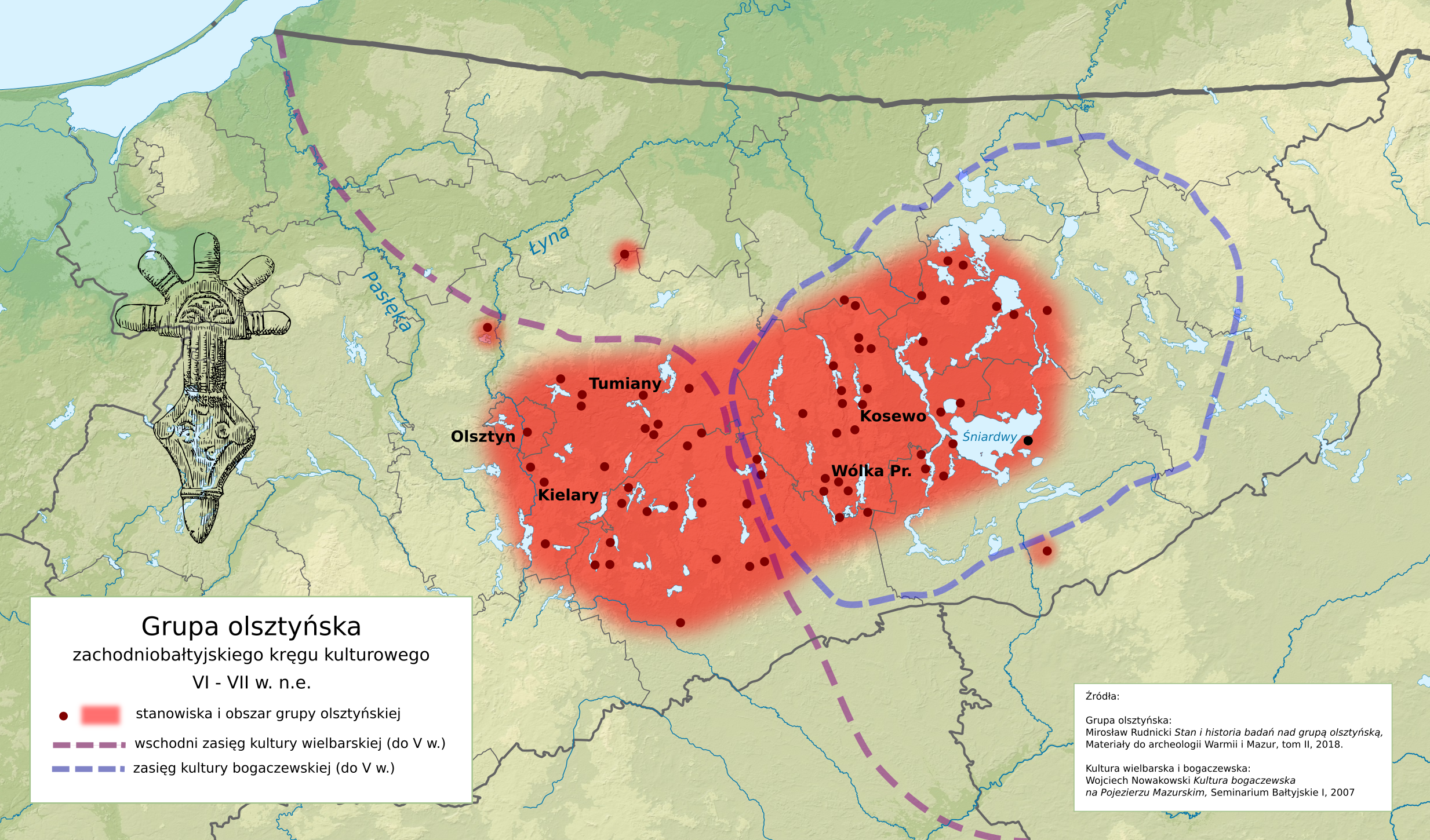
Zasięg stanowisk grupy olsztyńskiej (VI-VII w.) oraz kultury wcześniejsze: wielbarska (gocko-gepidzka) i bogaczewska (galindzka).

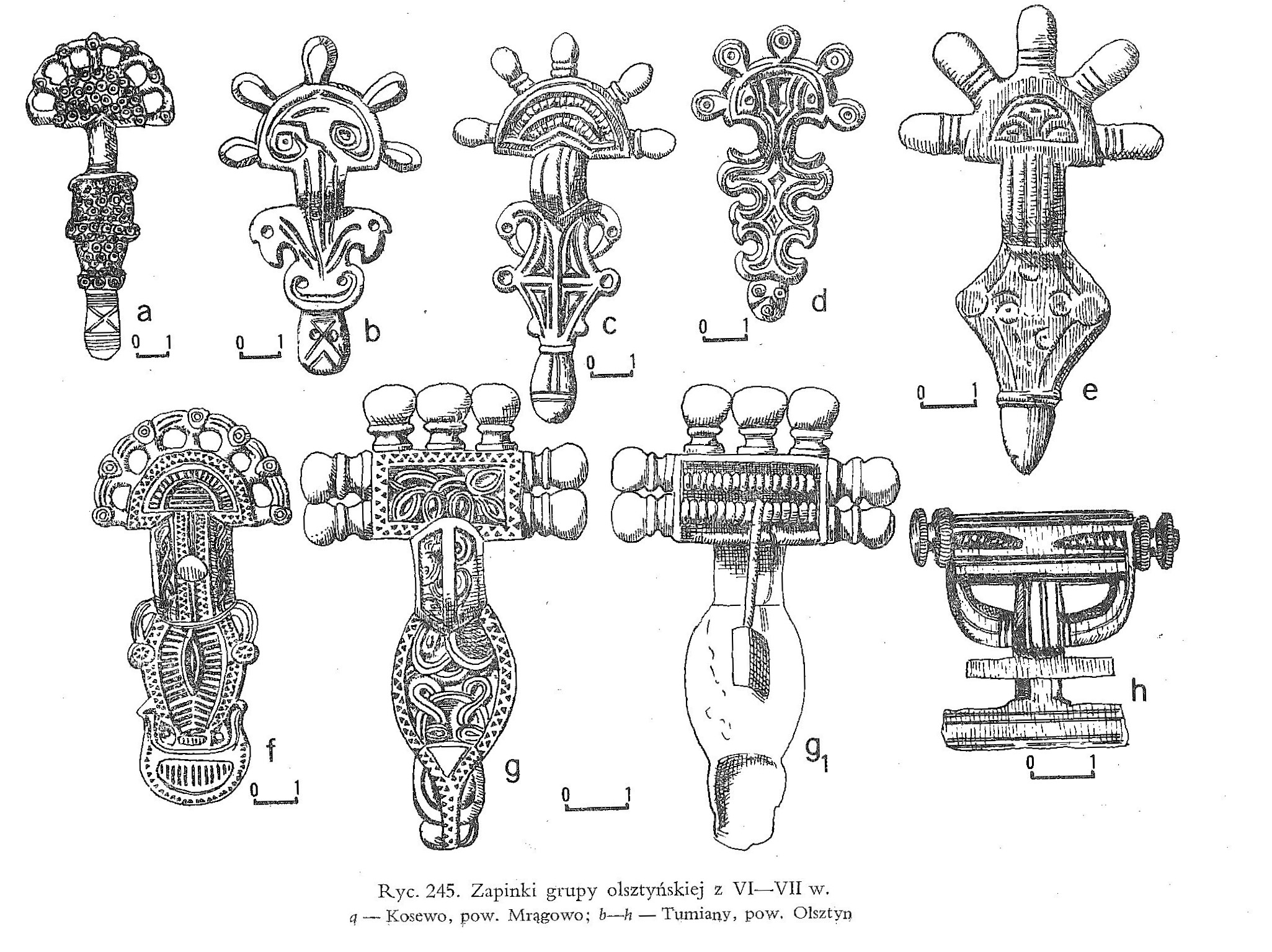
Zapinki (fibule płytowe) w typie gockim ze stanowisk grupy olsztyńskiej z Kosewa i Tumian

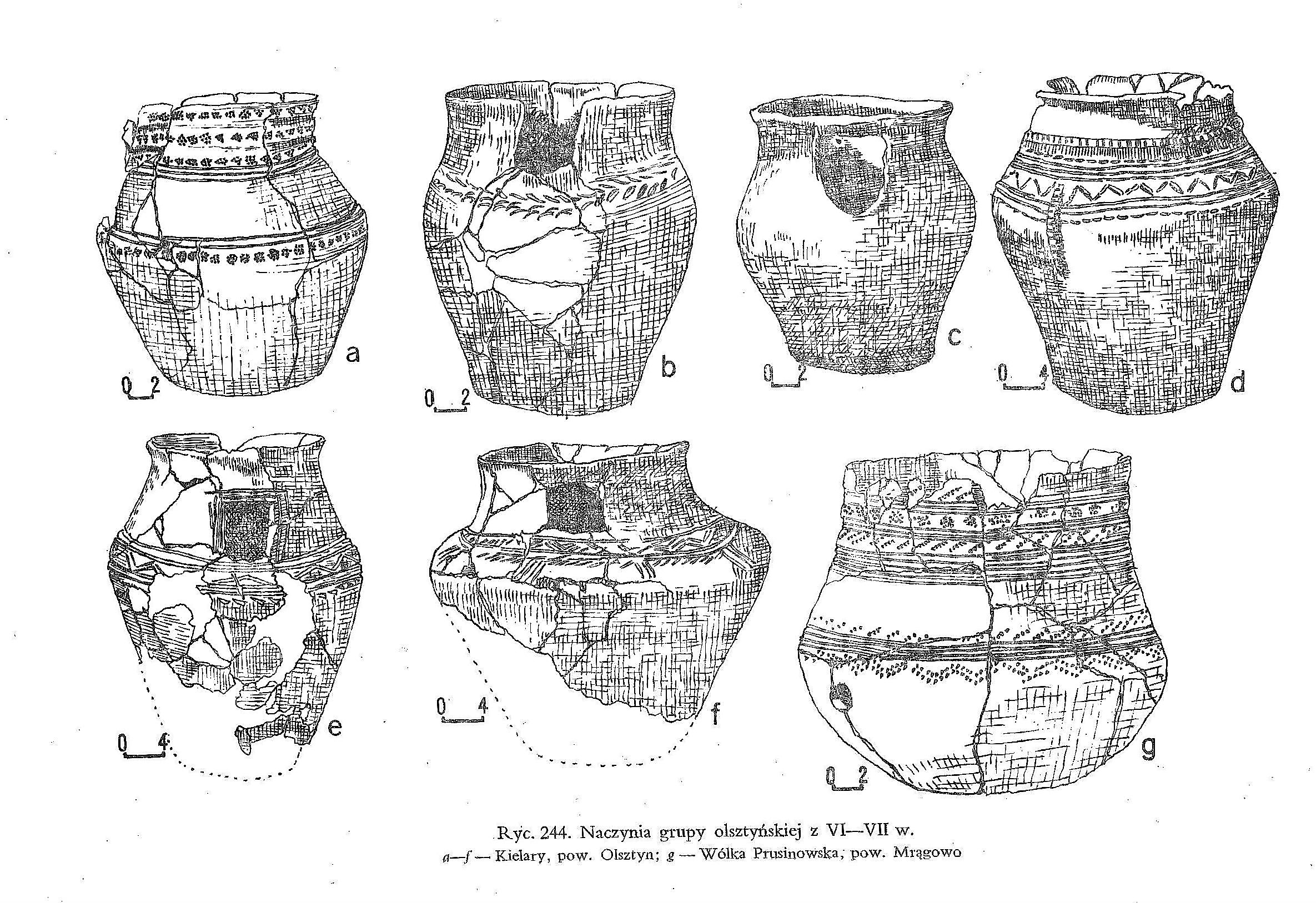
Urny grobowe z „okienkami” w typie saskim z Kielar i Wólki Prusinowskiej

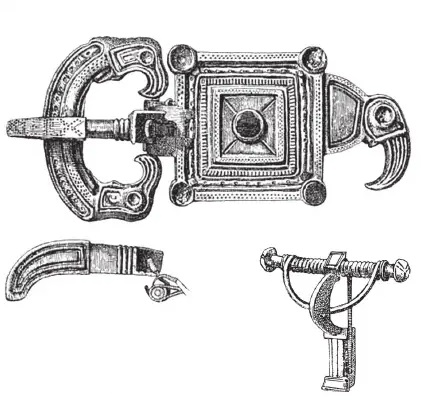
Sprzączka z Kosewa w typie gepidzkim

Grupa olsztyńska (dawniej germańska grupa mazurska, niem. masurgermanische Kultur) – kultura archeologiczna zaliczana do kręgu kultur zachodniobałtyjskich. Kultura znana jest przede wszystkim ze stanowisk Kielary i Tumiany w okolicach Olsztyna. Datuje się ją na okres od pierwszej ćwierci VI wieku n.e. do końca VII lub początku VIII w. n.e. Cechuje się silnymi związkami z kulturami germańskimi.

## Zasięg
Kultura grupy olsztyńskiej zajmowała centralną część Pojezierza Mazurskiego, od górnej Łyny do Wielkich Jezior Mazurskich. 
Główny ośrodek kulturowy znajdował się w okolicach dzisiejszego Olsztyna (cmentarzyska w Kielarach i w Tumianach oraz zespół mniejszych znalezisk rozproszonych w promieniu około 35-40 km). Teren ten wcześniej stanowił część wschodniego obszaru kultury wielbarskiej (gocko-gepidzkiej), czyli był zamieszkiwany przez wschodniogermańskich Gotów i został przez nich opuszczony w połowie V wieku w wyniku ich migracji na południe Europy. Cmentarzyska grupy olsztyńskiej na tym obszarze były zakładane dopiero przez jej twórców, więc nie następowała kontynuacja osadnictwa. 
Z czasem elementy kultury olsztyńskiej objęły także obszary leżące na wschód (do Wielkich Jezior), gdzie wcześniej występowały stanowiska kultury bogaczewskiej, utożsamianej zwykle z zachodniobałtyjskimi Galindami. Tam nastąpiło nawiązanie bliższych kontaktów ludności „olsztyńskiej” z Bałtami (poprzez przemieszczanie się jakiejś części ludności olsztyńskiej na wschód lub przejęcie przez Bałtów kultury olsztyńskiej), o czym świadczy kontynuacja pochówków olsztyńskich na wcześniejszych cmentarzyskach bogaczewskich (bałtyjskich). 
Na południu i zachodzie rozwojowi grupy olsztyńskiej towarzyszyła pustka osadnicza, aż do zasiedlenia tych obszarów przez Słowian. 
Znanych jest ponad 65 stanowisk grupy olsztyńskiej, z czego około 30 cmentarzysk. Najlepiej przebadane zostały cmentarzyska w Kielarach (niem. Kellaren) koło Olsztyna i w Tumianach (niem. Daumen) koło Barczewa (powiat olsztyński), z których wyniki badań opublikowano jeszcze pod koniec XIX i na początku XX wieku. Bogate znaleziska dały również wykopaliska cmentarzysk w Kosewie koło Mrągowa i Wólce Prusinowskiej koło Piecek (powiat mrągowski). Badania nad kulturą olsztyńską są kontynuowane.

## Ludność
Grupę olsztyńską cechuje „niesłychane nagromadzenie elementów interregionalnej kultury germańskiej” i duże podobieństwo do innych kultur germańskich tamtego okresu, zwłaszcza krymskich Gotów (ozdoby, zapinki) i Sasów (urny grobowe). Jest ona określana jako „ostatnia grupa kulturowa o tradycjach germańskich w Europie Środkowej”. 
Według najszerzej przyjętej opinii, ludność kultury olsztyńskiej utożsamia się z wschodniogermańskimi Herulami. Zgodnie z przekazem historycznym Prokopiusza z Cezarei, Herulowie, którzy najprawdopodobniej byli szczepem gockim, migrowali razem z Gotami i Gepidami, lecz około 512 roku część z nich postanowiła powrócić z południa Europy do swojej ojczyzny. Grupa ludności herulskiej „pod wodzą wielu ludzi królewskiej krwi” wywędrowała wówczas na północ, by poprzez opustoszałe wówczas ziemie polskie dotrzeć na tereny zamieszkane wcześniej przez Gotów. Dodatkowym potwierdzeniem tej koncepcji jest podobieństwo grupy olsztyńskiej do odkryć z Ulowa na Roztoczu, również utożsamianych z Herulami.
Według innej koncepcji (nie popartej źródłami historycznymi), twórcami grupy olsztyńskiej byli potomkowie bałtyjskich Galindów, którzy wyemigrowali z Gotami na południe, a potem „bogatsi o germańskie doświadczenia” powrócili do dawnych siedzib na Pojezierzu Mazurskim. 
Pojawiają się też inne opinie utożsamiające ludność kultury olsztyńskiej np. z Ostrogotami, Longobardami, Sasami i innymi ludami germańskimi lub próby wyjaśnienia znalezisk germańskich dalekosiężnymi kontaktami handlowymi Bałtów.

## Odkrycia
Obrządek pogrzebowy:
- obrządek ciałopalny: jamowy lub popielnicowy,
- pod grobami męskimi (wojownicy) umieszczano pochówki koni,
- najbardziej znane cmentarzyska to Tumiany i Kielary koło Olsztyna oraz Kosewo i Wólka Prusinowska koło Mrągowa,
- urny okienkowe: popielnice z prostokątnymi lub okrągłymi otworami imitującymi okna (powiązania z Sasami).

Inwentarz:
- srebrne lub pozłacane bogato zdobione fibule płytowe (zapinki),
- brązowe lub pozłacane srebrne sprzączki,
- sprzączka z Kosewa – najbardziej znana sprzączka od pasa z brązu zdobiona stylizowanymi głowami orłów oraz wysadzana granatami, typowa „gepidzka Adlerschnalle”, została znaleziona na cmentarzysku w Kosewie koło Mrągowa w grobie nr 368[12][13].

Poświadczone są kontakty dalekosiężne, które wyrażają się bogactwem zabytków metalowych, ozdób i częściami stroju należącymi do szeroko pojętej kultury germańskiej.